# Vasco Cayola
Vasco Cayola – portugalski rugbysta, jednokrotny reprezentant Portugalii w rugby union mężczyzn. Jego jedynym meczem w reprezentacji było spotkanie z Hiszpanią, które zostało rozegrane 13 kwietnia 1935 w Lizbonie.